# NGC 7362
NGC 7362 este o galaxie situată în constelația Pegas. A fost descoperită în 2 septembrie 1886 de către Lewis A. Swift. Se află la o distanță de 104,21 megaparseci de Pământ.